# Fraktionswechsel
Als Fraktionswechsel bezeichnet man die Möglichkeit eines Abgeordneten in einem Parlament, von einer Fraktion in eine andere zu wechseln. 
Fraktionswechsel hat es in der Geschichte des Deutschen Bundestages schon viele gegeben. Besonders in den ersten beiden Legislaturperioden schlossen Abgeordnete kleinerer Parteien sich vorwiegend der CDU/CSU an. Die Wechsel erregten aber kaum Aufsehen, geriet die Regierung doch dadurch niemals in Gefahr. Als allerdings Abgeordnete der SPD und der FDP während der sechsten Legislaturperiode zur CDU/CSU übertraten, verlor die sozialliberale Regierung ihre Mehrheit, wodurch vorzeitige Neuwahlen 1972 unumgänglich wurden. Die Fraktionsübertritte lösten leidenschaftliche Diskussionen aus. 
Auch in den Länder- und Kommunalparlamenten kommt es gelegentlich zu Fraktionswechseln.

## Beispiele für Fraktionswechsel
Das Datenhandbuch des Deutschen Bundestages enthält eine Liste von Fraktionswechseln in der jüngeren Vergangenheit.
Beispielsweise änderten in der 16. Wahlperiode 2005–2009 insgesamt drei Abgeordnete ihre Fraktionszugehörigkeit.

## Kritik am Fraktionswechsel
Fraktionswechsel sind ohne Einschränkungen erlaubt. Kritisch kann gesehen werden, dass Wählerstimmen nicht nur den Kandidaten, sondern auch einer bestimmten Partei zugedacht sind, und die somit zu einer nicht gewählten Partei übergehen. Dies kann insbesondere dann als kritisch gesehen werden, wenn es sich bei den Mandaten nicht um Direktmandate handelt, sondern um Listen-Mandate, bei denen ausdrücklich die Partei und nicht die Person gewählt wurde. Durch einen Fraktionswechsel eines solchen Listen-Mandats verliert somit faktisch die gewählte Partei einen Sitz, der ihr aufgrund demokratischer Wahl zusteht. Es gibt jedoch keine rechtliche Regelung, die einen solchen Wechsel untersagen oder regulieren würde. Es würde sich vielmehr um eine Frage des demokratischen Verständnisses und von Moral handeln. Ein Mandats-Verzicht müsste freiwillig erfolgen, damit ein Ersatz-Kandidat der faktisch gewählten Partei auf der Liste nachrücken kann, und die durch Wahl begründeten Verhältnisse beibehalten bleiben. In diesem Fall würde jedoch auch kein Fraktionswechsel im eigentlichen Sinn erfolgen, da der wechselnde Kandidat aus dem Parlament ausscheidet. Somit wäre diese gebotene Maßnahme hinsichtlich des Wechsels kontraproduktiv.